# Buk (ort i Tjeckien, Olomouc)
Buk är en ort i Tjeckien.   Den ligger i regionen Olomouc, i den östra delen av landet, 230 km öster om huvudstaden Prag. Buk ligger 242 meter över havet och antalet invånare är 368.
Terrängen runt Buk är huvudsakligen platt, men åt nordost är den kuperad. Runt Buk är det ganska tätbefolkat, med 72 invånare per kvadratkilometer. Närmaste större samhälle är Olomouc, 18,7 km nordväst om Buk. Trakten runt Buk består till största delen av jordbruksmark.